# Riccardo Paletti
Riccardo Paletti (Milano, 15 giugno 1958 – Montréal, 13 giugno 1982) è stato un pilota automobilistico italiano.

## Carriera

### Gli inizi

Riccardo Paletti impegnato in una gara di Formula 2 del 1981 sul Circuito di Vallelunga.

Figlio di Gianna e Arietto Paletti, imprenditore milanese che aveva costruito la sua fortuna come costruttore e immobiliarista, inizialmente si interessò al karate, disciplina in cui si era laureato campione nella categoria juniores a tredici anni, e allo sci alpino. La sua passione per l'automobilismo si sviluppò, infatti, solamente a diciannove anni. Nel 1978 fece quindi il suo debutto in Formula SuperFord, riuscendo anche a portarsi in testa per diversi passaggi alla gara d'esordio, ma senza mai riuscire a vincere un appuntamento stagionale. Ottenne comunque diversi podi e, per il 1979, decise di approdare in Formula 3, seppur con scarsi risultati. Non riuscì, infatti, ad andare oltre due quinti posti. Nonostante ciò, grazie agli investimenti dello sponsor, riuscì a debuttare in Formula 2 nel 1979 alla gara di Misano, pur essendo costretto al ritiro per un incidente.
Dopo alcune altre corse senza particolari risultati in Formula 3, a metà del 1980 venne chiamato da Mike Earle per sostituire Johnny Cecotto in Formula 2, dato che il venezuelano aveva rescisso il proprio contratto con il team per passare alla Minardi. Fece quindi il proprio debutto al Mugello e al Gran Premio dell'Autodromo di Monza colse un terzo posto. Venne quindi confermato alla Onyx per la stagione 1981 e durante l'inverno venne impiegato svariate volte come tester. All'apertura del campionato conquistò subito un secondo posto a Silverstone e giunse terzo a Thruxton. Il prosieguo dell'annata non fu, però, altrettanto fortunato e, ad eccezione di un sesto posto a Vallelunga, Paletti venne costretto al ritiro per sette gare consecutive. A fine stagione la Pioneer, di cui la Exim era importatrice per l'Italia, lo convinse ad accettare di debuttare in Formula 1, sebbene il pilota preferisse rimanere ancora un anno nella categoria per poter maturare ulteriormente.

### Formula 1

Paletti impegnato al Gran Premio di San Marino 1982, prima gara in cui riuscì a qualificarsi.

Paletti si unì al team Osella di Formula 1 nel 1982 come secondo pilota nella squadra. Durante i test invernali fu costretto a provare con la vettura dell'anno precedente e anche se al suo esordio, nel Gran Premio del Sudafrica, gli venne messa a disposizione una nuova monoposto mancò la qualificazione.
Ebbe l'occasione di debuttare al Gran Premio di San Marino, in cui presero il via appena 14 vetture, in quanto venne boicottato da diverse squadre per lo scontro tra FISA e FOCA. La sua gara durò comunque sette giri, prima di essere costretto al ritiro per un guasto alla sospensione. Nelle due corse successive mancò nuovamente la qualificazione e i rapporti con l'Osella andavano deteriorandosi, sia per la rivalità sviluppatasi nei confronti del compagno di squadra Jean-Pierre Jarier che per la scarsa competitività del mezzo. Nel settimo Gran Premio della stagione, a Detroit, riuscì a qualificarsi su una griglia di partenza completa, ma durante il warm-up della domenica mattina perse una ruota e danneggiò la sua vettura. Inizialmente pareva che il pilota potesse prendere il via con il muletto, ma la rottura dell'estintore sulla macchina di Jarier fece sì che questo venisse destinato al francese e il pilota italiano non riuscì a partecipare alla gara.
Intanto Paletti aveva riallacciato i contatti con Mike Earle, con cui aveva già corso in Formula 2 ai tempi della Onyx, e i due si stavano accordando per un passaggio del pilota italiano alla March per la stagione 1983.

### La morte
Al Gran Premio del Canada Paletti riuscì a qualificarsi in ventitreesima posizione. Il 13 giugno, giorno della gara, Didier Pironi, che era in pole position, ebbe un inconveniente al via ed il motore della sua Ferrari si spense. Il francese segnalò l'inconveniente agitando le braccia solo allo scattare del semaforo verde, quando non era più possibile interrompere la partenza: quasi tutte altre macchine riuscirono comunque ad evitare la vettura, con l'eccezione di Roberto Guerrero e Raul Boesel, che la colpirono di striscio spostandola leggermente dalla piazzola; Paletti, che partiva dall'ultima fila e aveva quindi la visuale ostruita dai concorrenti che lo precedevano, non fu in grado di reagire in tempo e andò a schiantarsi ad alta velocità contro il retrotreno della Ferrari quando aveva già raggiunto una velocità di circa 180 km/h.
La centina dell'abitacolo si accartocciò, intrappolando il pilota, privo di sensi, nell'auto; Pironi uscì immediatamente dalla propria vettura per aiutare il collega insieme ai commissari di gara, ma dopo pochi secondi la benzina che era fuoriuscita dal serbatoio dell'Osella prese fuoco e la monoposto fu completamente avvolta dalle fiamme. I mezzi antincendio tardarono ad arrivare, perciò le fiamme furono domate da commissari, meccanici e piloti, i quali intervennero caoticamente con gli estintori in loro dotazione, a tratti usandoli in modo improprio o ostacolandosi a vicenda. Una volta spento il fuoco, occorsero oltre venti minuti per districare i rottami ed estrarre il pilota, che, seppur non ustionato, era esanime ed evidentemente in gravissime condizioni; portato in ospedale, morì poco dopo il ricovero. Si rivelarono fatali le ferite riportate nella zona toracica (probabilmente aggravate dalle manovre rianimatorie), unite all'inalazione delle sostanze estinguenti; ma ancor più, fu principalmente la rottura dell'aorta ad aver ucciso il pilota, dovuta alla brusca decelerazione al momento dell'impatto. Paletti aveva altresì subito la frattura della gamba sinistra e della caviglia destra. Il pilota, che due giorni dopo l'incidente avrebbe compiuto 24 anni, fu la seconda vittima in Formula 1 quell'anno; solo poche settimane prima Gilles Villeneuve aveva perso la vita dopo un incidente sul circuito di Zolder. A rendere più tragica la situazione fu la presenza, tra gli spettatori del Gran Premio, della madre, che era giunta lì all'insaputa del figlio. Riccardo Paletti riposa al cimitero maggiore di Milano.

## Risultati
| 1982 | Scuderia | Vettura |    |     |    |     |     |     |    |     |  |  |  |  |  |  |  |  |  |  |  |  |  |  |  |  | Punti | Pos. |
| ---- | -------- | ------- | -- | --- | -- | --- | --- | --- | -- | --- |  |  |  |  |  |  |  |  |  |  |  |  |  |  |  |  | ----- | ---- |
| 1982 | Osella   | FA1C    | NQ | NPQ | NQ | Rit | NPQ | NPQ | NP | Rit |  |  |  |  |  |  |  |  |  |  |  |  |  |  |  |  | 0     |      |

| Legenda | 1º posto     | 2º posto | 3º posto    | A punti         | Senza punti/Non class.  | Grassetto – Pole position Corsivo – Giro più veloce |
| Legenda | Squalificato | Ritirato | Non partito | Non qualificato | Solo prove/Terzo pilota | Grassetto – Pole position Corsivo – Giro più veloce |

## Riconoscimenti
In onore di Paletti vennero istituiti vari riconoscimenti negli anni seguenti alla sua morte. La rivista Autosprint gli dedicò il trofeo Paletti - Italia che vince, che veniva assegnato al pilota o team italiano che avevano ottenuto i migliori risultati a livello internazionale. Gli venne inoltre intitolato un altro riconoscimento assegnato alla squadra di meccanici più efficiente durante le soste ai box di un Gran Premio.
Al suo nome è intitolato anche l'Autodromo Riccardo Paletti di Varano de' Melegari in provincia di Parma.
Presso la Scuola della Musica di Milano una sala è intitolata al pilota.